# Championnat d'Arménie de football
Le championnat d'Arménie de football (en arménien : Բարձրագույն Խումբ) a été créé en 1992.

## Présentation
Longtemps dite estivale, car elle se tenait du printemps à l'automne, la compétition est désormais hivernale depuis 2012. Cela avait déjà été le cas en 1995-1996 et 1996-1997. Les saisons de transition 1995 et 1997 sont réduites à respectivement 10 et 18 matchs par équipe. À l'inverse, la saison 2012-2013 aura duré plus d’une année, de mars 2012 à mai 2013 et chaque équipe a disputé 42 matchs, affrontant 6 fois chaque adversaire.

## Palmarès

### Période soviétique (1936-1991)
- 1936 : Dinamo Erevan
- 1937 : Dinamo Erevan
- 1938 : Spartak Erevan
- 1939 : Spartak Erevan
- 1940 : Spartak Erevan
- 1941-1944 : Non disputé
- 1945 : Spartak Erevan
- 1946 : Dinamo Erevan
- 1947 : Dinamo Erevan
- 1948 : Dinamo Erevan
- 1949 : Dinamo Erevan
- 1950 : Ourogaï Erevan
- 1951 : Stroïtel Erevan
- 1952 : Spartak Erevan
- 1953 : Krasnoïé Znamia Leninakan
- 1954 : Spartak Erevan
- 1955 : Khimik Kirovakan
- 1956 : SKIF Erevan
- 1957 : Krasnoïé Znamia Leninakan
- 1958 : SKIF Erevan
- 1959 : SKIF Erevan
- 1960 : Tekstilchtchik Leninakan
- 1961 : Tekstilchtchik Leninakan
- 1962 : Tekstilchtchik Leninakan
- 1963 : Lokomotiv Erevan
- 1964 : Khimik Kirovakan
- 1965 : Araks Erevan
- 1966 : Elektrotekhnik Erevan
- 1967 : Kotayk Abovian
- 1968 : Araks Erevan
- 1969 : Araks Erevan
- 1970 : Motor Erevan
- 1971 : SKIF Erevan
- 1972 : Zvezda Erevan
- 1973 : Kotayk Abovian
- 1974 : SKIF Erevan
- 1975 : Kotayk Abovian
- 1976 : Kotayk Abovian
- 1977 : Araks Erevan
- 1978 : Kanaz Erevan
- 1979 : Aragats Leninakan
- 1980 : Aragats Leninakan
- 1981-1986 Non disputé
- 1987 : Aragats Leninakan
- 1988 : Elektron Erevan
- 1989 : FC Kapan
- 1990 : Ararat-2 Erevan
- 1991 : Syunik Kapan

### Depuis l'indépendance (depuis 1992)
| Saison    | Clubs | Champion                    | Vice-champion        | Troisième               | Meilleur(s) buteur(s)                                                                       |
| --------- | ----- | --------------------------- | -------------------- | ----------------------- | ------------------------------------------------------------------------------------------- |
| 1992      | 24    | Shirak FC Homenetmen Erevan | –                    | Banants Kotaik          | Vahe Vagmurian (Ararat Erevan, 38 buts)                                                     |
| 1993      | 16    | Ararat Erevan               | Shirak FC            | Banants Kotaik          | Andranik Hovsepian (Banants Erevan, 26 buts) Gegham Oganessian (Homenetmen Erevan, 26 buts) |
| 1994      | 15    | Shirak FC (2)               | Homenetmen Erevan    | Ararat Erevan           | Arsen Avetisian (Homenetmen Erevan, 39 buts)                                                |
| 1995      | 12    | Pas de titre décerné        | Pas de titre décerné | Pas de titre décerné    | Arsen Avetisian (Homenetmen Erevan, 12 buts)                                                |
| 1995-1996 | 12    | Pyunik Erevan (2)           | Shirak FC            | FC Erevan               | Arayik Adamian (Shirak FC, 28 buts)                                                         |
| 1996-1997 | 12    | Pyunik Erevan (3)           | Ararat Erevan        | FC Erevan               | Arsen Avetisian (Pyunik Erevan, 24 buts)                                                    |
| 1997      | 10    | FC Erevan                   | Shirak FC            | Erebuni-Homenmen Erevan | Artur Petrossian (Shirak FC, 18 buts)                                                       |
| 1998      | 10    | FC Tsement Ararat           | Shirak FC            | FC Erevan               | Ara Hakobian (Dvin Artachat (en), 20 buts)                                                  |
| 1999      | 10    | Shirak FC (3)               | Ararat Erevan        | Tsement Ararat          | Shirak Sarikian (Tsement Ararat, 21 buts)                                                   |
| 2000      | 8     | FC Araks Ararat (2)         | Ararat Erevan        | Shirak FC               | Ara Hakobian (Araks Ararat, 21 buts)                                                        |
| 2001      | 14    | Pyunik Erevan (4)           | Zvartnots Erevan     | Spartak Erevan          | Armen Karamian (Pyunik Erevan, 21 buts)                                                     |
| 2002      | 12    | Pyunik Erevan (5)           | Shirak FC            | Banants Kotaik          | Armen Karamian (Pyunik Erevan, 36 buts)                                                     |
| 2003      | 8     | Pyunik Erevan (6)           | Banants Kotaik       | Shirak FC               | Ara Hakobian (Banants Erevan, 45 buts)                                                      |
| 2004      | 8     | Pyunik Erevan (7)           | Mika Ashtarak        | Banants Kotaik          | Edgar Manucharian (Pyunik Erevan, 21 buts) Galust Petrossian (Pyunik Erevan, 21 buts)       |
| 2005      | 9     | Pyunik Erevan (8)           | Mika Ashtarak        | Banants Erevan          | Nshan Erzrumian (Kilikia Erevan, 18 buts)                                                   |
| 2006      | 10    | Pyunik Erevan (9)           | Banants Kotaik       | Mika Ashtarak           | Aram Hakobian (Banants Erevan, 25 buts)                                                     |
| 2007      | 9     | Pyunik Erevan (10)          | Banants Kotaik       | Mika Ashtarak           | Marcos Pizzelli (Ararat Erevan, 22 buts)                                                    |
| 2008      | 8     | Pyunik Erevan (11)          | Ararat Erevan        | Gandzasar Kapan         | Marcos Pizzelli (Ararat Erevan, 17 buts)                                                    |
| 2009      | 8     | Pyunik Erevan (12)          | Mika Ashtarak        | Ulisses FC              | Artur Kocharian (Ulisses FC, 15 buts)                                                       |
| 2010      | 8     | Pyunik Erevan (13)          | Banants Erevan       | Ulisses FC              | Marcos Pizzelli (Pyunik Erevan, 16 buts) Georg Ghazarian (Pyunik Erevan, 16 buts)           |
| 2011      | 8     | Ulisses FC                  | Gandzasar Kapan      | Pyunik Erevan           | Bruno Correa (Banants Erevan, 16 buts)                                                      |
| 2012-2013 | 8     | Shirak FC (4)               | Mika Ashtarak        | Gandzasar Kapan         | Norayr Gyozalyan (Impuls Dilidjan, 21 buts)                                                 |
| 2013-2014 | 8     | Banants Erevan (1)          | Shirak FC            | Mika Ashtarak           | Mihran Manasyan (Alashkert FC, 17 buts)                                                     |
| 2014-2015 | 8     | Pyunik Erevan (14)          | Ulisses FC           | Shirak FC               | César Romero (Pyunik Erevan, 21 buts) Jean-Jacques Bougouhi (Shirak FC, 21 buts)            |
| 2015-2016 | 8     | Alashkert FC (1)            | Shirak FC            | Pyunik Erevan           | Héber (Alashkert FC, 16 buts) Mihran Manasyan (Alashkert FC, 16 buts)                       |
| 2016-2017 | 6     | Alashkert FC (2)            | Gandzasar Kapan      | Shirak FC               | Artak Yedigaryan (Alashkert FC, 13 buts) Mihran Manasyan (Alashkert FC, 13 buts)            |
| 2017-2018 | 6     | Alashkert FC (3)            | Banants Erevan       | Gandzasar Kapan         | Gegham Harutyunyan (Gandzasar Kapan, 12 buts) Artak Yedigaryan (Alashkert FC, 12 buts)      |
| 2018-2019 | 9     | FC Ararat-Armenia (1)       | Pyunik Erevan        | Banants Erevan          | Jonel Désiré (Lori FC, 17 buts)                                                             |
| 2019-2020 | 10    | FC Ararat-Armenia (2)       | FC Noah              | Alashkert FC            | Mory Kone (Shirak FC, 23 buts)                                                              |
| 2020-2021 | 10    | Alashkert FC (4)            | FC Noah              | FC Urartu               | Yusuf Otubanjo (en) (FC Ararat-Armenia, 10 buts)                                            |
| 2021-2022 | 10    | Pyunik Erevan (15)          | FC Ararat-Armenia    | Alashkert FC            | Serges Deblé (FC Ararat-Armenia et FC Pyunik, 22 buts)                                      |
| 2022-2023 | 10    | FC Urartu (2)               | Pyunik Erevan        | FC Ararat-Armenia       | Luka Juričić (en) (FC Pyunik, 17 buts) Yusuf Otubanjo (en) (FC Pyunik, 17 buts)             |
| 2023-2024 | 10    | Pyunik Erevan (16)          | FC Noah              | FC Ararat-Armenia       | Artur Miranyan (FC Noah, 23 buts)                                                           |
| 2024-2025 | 11    | FC Noah (1)                 | FC Ararat-Armenia    | FC Urartu               | Gonçalo Gregório (FC Noah, 20 buts)                                                         |

1. ↑  En 1992, le Pyunik Erevan et le Shirak FC terminent ex æquo et sont déclarés co-champions.

### Bilan par club
| Club                   | Champion | Vice-champion | Édition(s) remportée(s)                                                                        |
| ---------------------- | -------- | ------------- | ---------------------------------------------------------------------------------------------- |
| FC Pyunik              | 17       | 3             | 1992, 1996, 1997, 2001, 2002, 2003, 2004, 2005, 2006, 2007, 2008, 2009, 2010, 2015, 2022, 2024 |
| Shirak FC              | 4        | 7             | 1992, 1994, 1999, 2013                                                                         |
| Alashkert FC           | 4        | –             | 2016, 2017, 2018, 2021                                                                         |
| FC Urartu (ex Banants) | 2        | 6             | 2014, 2023                                                                                     |
| FC Ararat-Armenia      | 2        | 2             | 2019, 2020                                                                                     |
| Araks Ararat           | 2        | –             | 1998, 2000                                                                                     |
| Ararat Erevan          | 1        | 4             | 1993                                                                                           |
| FC Noah                | 1        | 3             | 2025                                                                                           |
| Ulisses FC             | 1        | 1             | 2011                                                                                           |
| FC Erevan              | 1        | –             | 1997                                                                                           |
| Mika Ashtarak          | –        | 4             |                                                                                                |
| Gandzasar Kapan        | –        | 2             |                                                                                                |
| Zvartnots-AAL          | –        | 1             |                                                                                                |

## Compétitions européennes

### Classement du championnat
Le tableau ci-dessous récapitule le classement de l'Arménie au coefficient UEFA depuis 1995. Ce coefficient par nation est utilisé pour attribuer à chaque pays un nombre de places pour les compétitions européennes ainsi que les tours auxquels les clubs doivent entrer dans la compétition.
| 1995 | 1996 | 1997 | 1998 | 1999 | 2000 | 2001 | 2002 | 2003 | 2004 | 2005 | 2006 | 2007 | 2008 | 2009 | 2010 | 2011 | 2012 | 2013 | 2014 | 2015 | 2016 | 2017 | 2018 | 2019 | 2020 | 2021 | 2022 | 2023 | 2024 | 2025 |
| ---- | ---- | ---- | ---- | ---- | ---- | ---- | ---- | ---- | ---- | ---- | ---- | ---- | ---- | ---- | ---- | ---- | ---- | ---- | ---- | ---- | ---- | ---- | ---- | ---- | ---- | ---- | ---- | ---- | ---- | ---- |
| 44   | 45   | 44   | 40   | 39   | 40   | 40   | 43   | 41   | 41   | 41   | 42   | 43   | 44   | 45   | 45   | 47   | 50   | 50   | 49   | 51   | 48   | 45   | 46   | 44   | 36   | 39   | 41   | 39   | 36   | 35   |

Le tableau suivant affiche le coefficient actuel du championnat arménien.
| Rang | Pays               | 2020-2021 | 2021-2022 | 2022-2023 | 2023-2024 | 2024-2025 | Coefficient |
| ---- | ------------------ | --------- | --------- | --------- | --------- | --------- | ----------- |
| 33   | Islande            | 0,625     | 1,500     | 3,000     | 3,833     | 4,562     | 13,520      |
| 34   | Bosnie-Herzégovine | 2,625     | 1,625     | 2,000     | 2,250     | 4,531     | 13,031      |
| 35   | Arménie            | 1,375     | 1,875     | 2,375     | 2,250     | 4,375     | 12,250      |
| 36   | Lettonie           | 1,375     | 2,625     | 2,750     | 1,625     | 3,875     | 12,250      |
| 37   | Kosovo             | 1,833     | 2,333     | 2,875     | 3,000     | 2,000     | 12,041      |

### Coefficient des clubs
| Rang | Club              | 2020-2021 | 2021-2022 | 2022-2023 | 2023-2024 | 2024-2025 | Coefficient |
| ---- | ----------------- | --------- | --------- | --------- | --------- | --------- | ----------- |
| 176  | Pyunik Erevan     | -         | -         | 4,000     | 2,000     | 2,500     | 8,500       |
| 197  | FC Ararat-Armenia | 2,500     | -         | 1,500     | 1,500     | 2,000     | 7,500       |
| 254  | Alashkert FC      | 1,000     | 2,500     | 1,000     | 1,500     | -         | 6,000       |
| 273  | FC Noah           | 1,000     | 1,000     | -         | -         | 3,000     | 5,000       |
| 321  | Urartu Erevan     | -         | 1,000     | -         | 1,500     | 1,500     | 4,000       |
| 375  | Ararat Erevan     | -         | 1,500     | 1,000     | -         | -         | 2,500       |